# A Kind of Magic
A Kind of Magic é o décimo segundo álbum de estúdio da banda de rock britânica Queen, lançado em 3 de junho de 1986 pela EMI Records no Reino Unido e pela Capitol Records nos Estados Unidos. Foi seu primeiro álbum de estúdio a ser gravado digitalmente, e é baseado na trilha sonora do filme Highlander dirigido por Russell Mulcahy, o primeiro de uma franquia.
A Kind of Magic foi o primeiro álbum do Queen a ser lançado desde que eles foram aclamados por sua performance no concerto de 13 de julho de 1985 do Live Aid. Foi um sucesso imediato no Reino Unido, indo direto para o número um e vendendo 100.000 cópias em sua primeira semana. Permaneceu nas paradas do Reino Unido por 63 semanas, vendendo cerca de seis milhões de cópias em todo o mundo (600.000 apenas no Reino Unido). O álbum gerou quatro singles de sucesso: a faixa título do álbum A Kind of Magic, One Vision, Friends Will Be Friends e Who Wants To Live Forever, que apresenta uma orquestra dirigida por Michael Kamen, enquanto a última faixa, Princes of the Universe, é a música tema para Highlander.
Embora a banda Queen tenha lançado outros dois álbuns com Freddie Mercury, A Kind of Magic viria a ser seu último álbum promovido com uma turnê, devido ao seu diagnóstico de AIDS em abril de 1987.

## Antecedentes e gravação

### Contexto
Mr. Bad Guy, o primeiro álbum solo de Freddie Mercury, foi lançado em abril de 1985, após dois anos de trabalho intermitente. Perto de Hot Space (1982) no nível musical, ele conhece apenas um sucesso mediano. Ao mesmo tempo, Bob Geldof, o organizador do Live Aid, dois shows gigantescos feitos no mesmo dia para ajudar a Etiópia afetada pela fome, pede que ele participe do evento. O grupo, que acabara de sair da turnê promocional do álbum The Works (1984), planejava fazer uma longa pausa e gravar novamente juntos em 1987.. Depois de uma recusa inicial, os músicos são convencidos pelo entusiasmo de Geldof. Depois de concordar, o quarteto se prepara com cuidado, pois vê neste evento a oportunidade de melhorar sua imagem após o escândalo provocado pelos concertos realizados na África do Sul nove meses antes, em meio ao apartheid. Uma lista de canções que funcionam no medley é estabelecida, e o grupo repete por três dias a sua passagem de vinte minutos enquanto cronometrando a si mesmo..
Em 13 de julho de 1985, no estádio de Wembley, Queen toca seis de seus sucessos mais conhecidos e eletrizou a platéia. Essa sessão é considerada pela maioria do público a mais bem sucedida do dia, em parte pela engenharia de áudio conseguida com os ensaios que permitiu que eles tocassem mais que os outros artistas aumentando o volume dos potenciômetros. Bob Geldof diz que o Queen entendeu melhor do que ninguém que "a ideia do Live Aid era a de uma jukebox global". O grupo é revitalizado após o show, tendo demonstrado ao mundo que não tinha apenas um passado, mas também um futuro. Os quatro homens se separam por seis semanas para descansar ou trabalhar em projetos pessoais, mas planejam mais sessões conjuntas após o verão.

### Gravação
No início de setembro de 1985, os membros do Queen se encontram no Musicland Studios em Munique. Quando John Deacon chega, seus três colegas já haviam escrito uma nova música, One Vision, com letra de Roger Taylor, que Brian May e Freddie Mercury em seguida, aproveitaram para trazer suas ideias. Parte das sessões de gravação da música é filmada profissionalmente, pela única vez na carreira da banda, por dois cineastas austríacos como parte de um documentário sobre a banda chamada The Magic Years. Logo depois, o diretor Russell Mulcahy, um antigo fã do Queen, pede que eles se juntem à trilha sonora de Highlander. Depois de assistir à montagem de vinte minutos de trechos do filme que o diretor trouxe, o quarteto aceita e escreve músicas cujas letras são inspiradas em cenas do filme. Assim, Brian May escreve Who Wants to Live Forever depois de ser tocado pelas cenas em que o personagem principal do filme, que é imortal, vê envelhecer e morrer seu companheiro. John Deacon é inspirado pelas mesmas cenas para escrever One Year of Love.
O projeto evolui durante a gravação, já que os membros do Queen decidem não fazer apenas uma trilha sonora, mas compor um novo álbum inteiramente. Eles reescrevem e organizam algumas canções para torná-las mais longas e independentes do filme. As sessões são regularmente interrompidas pelos projetos pessoais dos integrantes, e depois de uma pausa para as festas de final de ano, são retomadas as gravações em janeiro de 1986, entre o Musicland Studios em Munique, Mountain Studios em Montreux e Townhouse Studios em Londres. O grupo co-produziu o álbum com Reinhold Mack e David Richards, os dois intervindo respectivamente em cinco e quatro canções. Mack trabalha em Munique com Freddie Mercury e John Deacon, enquanto Richards colabora com Brian May e Roger Taylor em Montreux. Essa situação desagrada Mack, que mais tarde reclama que "todo mundo estava fazendo suas coisas em seu próprio estúdio". Como ele fez para Radio Ga Ga no álbum anterior da banda, Freddie Mercury vê o potencial da música A Kind of Magic, escrita por Roger Taylor, e enquanto o baterista tira uma semana de férias, traz muitas mudanças que são posteriormente aprovadas, tornando-a mais leve e acessível ao público em geral.
Reinhold Mack é o responsável pela introdução de algumas ideias como a utilização de um sintetizador na abertura de One Vision e a "dinâmica musical na guitarra" de Princes of the Universe. Vários músicos externos ao grupo participam da gravação do álbum: Spike Edney como tecladista em várias canções; Steve Gregory no saxofone em One Year of Love; Joan Armatrading para o coro de Don't Lose Your Head; e a National Philharmonic Orchestra, liderada por Michael Kamen, em Who Wants to Live Forever. As partes orquestrais são gravadas no Abbey Road Studios. Como é frequentemente no caso da gravação de seus álbuns, os membros do grupo discordam fortemente em certos pontos, com Brian May alegando em particular que Freddie Mercury e John Deacon odiavam sua composição de Gimme the Prize. Além disso, em One Year of Love de John Deacon não inclui uma guitarra e, em troca, em Who Wants to Live Forever de Brian May não possui uma linha de baixo, que é provavelmente o resultado do atrito entre os dois.
Entre as músicas excluídas do álbum está Heaven for Everyone, escrito por Roger Taylor, que mais tarde foi lançada com novos arranjos no álbum Made in Heaven de 1995. Love Makin 'Love, demo originalmente gravado por Freddie Mercury para o álbum Mr. Bad Guy, é brevemente considerado para ser incluído em A Kind of Magic, mas a versão da banda permanece inacabada, com Mercury sendo incorporado à The Solo Collection (2000).. As sessões terminam em março de 1986.

### Turnê
A turnê do álbum foi chamada de Magic Tour e ocorreu entre o período de 7 de junho a 9 de agosto de 1986, com 26 shows em 11 países diferentes, incluindo a histórica apresentação em Budapeste, na Hungria, nação da chamada “Cortina de Ferro”, ainda sob a órbita da União Soviética, em plena Guerra Fria. Magic Tour foi a última turnê do Queen com o vocalista Freddie Mercury, devido a uma pausa do grupo que coincidiu com  a descoberta de AIDS pelo vocalista Freddie Mercury no ano seguinte, em abril de 1987. No dia 09 de Agosto 1986, Queen faz sua último show, que foi realizado no Knebworth Park, na cidade de Stevenage.
Os shows desta turnê do Estádio Wembley em Londres e em Budapeste foram gravados, o show de Wembley foi gravado em videotape, em Budapeste foi filmado com câmeras de 35 mm, os shows foram disponibilizados em DVDs e Blu-rays, respectivamente, mas o último show do Queen em Knebworth Park existem somente gravações amadoras, pois não houve gravação do show, apenas transmissão em tempo real.

## Lista de músicas
Todos os vocais principais são de Freddie Mercury, a menos que indicado.
| N.º | Título                             | Vocais principais  | Duração |  |
| 1.  | "One Vision"                       |                    | 5:11    |  |
| 2.  | "A Kind of Magic"                  |                    | 4:24    |  |
| 3.  | "One Year of Love"                 |                    | 4:27    |  |
| 4.  | "Pain Is So Close to Pleasure"     |                    | 4:21    |  |
| 5.  | "Friends Will Be Friends"          |                    | 4:06    |  |
| 6.  | "Who Wants to Live Forever"        | Mercury, Brian May | 5:15    |  |
| 7.  | "Gimme the Prize (Kurgan's Theme)" |                    | 4:33    |  |
| 8.  | "Don't Lose Your Head"             |                    | 4:38    |  |
| 9.  | "Princes of the Universe"          |                    | 3:33    |  |

- Os lados A e B foram combinados como faixas de 1 a 9 nos lançamentos em CD.

| 1986 EMI CD faixas bônus |                                                            |         |  |
| N.º                      | Título                                                     | Duração |  |
| 10.                      | "A Kind of 'A Kind of Magic' "                             | 3:38    |  |
| 11.                      | "Friends Will Be Friends Will Be Friends..."               | 5:58    |  |
| 12.                      | "Forever" (versão em piano de "Who Wants to Live Forever") | 3:20    |  |

| 1991 Hollywood Records CD faixas bônus |                                                            |         |  |
| N.º                                    | Título                                                     | Duração |  |
| 10.                                    | "Forever" (versão em piano de "Who Wants to Live Forever") | 3:20    |  |
| 11.                                    | "One Vision" (versão entendida)                            | 6:23    |  |

| 2011 EP bônus |                                                                  |         |  |
| N.º           | Título                                                           | Duração |  |
| 1.            | "A Kind of Magic" (versão utilizada em Highlander)               | 4:22    |  |
| 2.            | "One Vision" (versão do single)                                  | 4:00    |  |
| 3.            | "Pain Is So Close to Pleasure" (single remix)                    | 3:57    |  |
| 4.            | "Forever" (versão em piano de "Who Wants to Live Forever")       | 3:20    |  |
| 5.            | "A Kind of Vision" (versão demo de agosto de 1985)               | 3:23    |  |
| 6.            | "One Vision" (ao vivo no Wembley Stadium em 11 de julho de 1986) | 5:12    |  |
| 7.            | "Friends Will Be Friends Will Be Friends"                        | 5:59    |  |

| 2011 iTunes edição deluxe bõnus em vídeos |                                                                       |         |  |
| N.º                                       | Título                                                                | Duração |  |
| 8.                                        | "One Vision" (vídeo promocional estendido de 1985)                    |         |  |
| 9.                                        | "Princes of the Universe" (vídeo promocional de 1986)                 |         |  |
| 10.                                       | "A Kind of Magic" (ao vivo no Wembley Stadium em 11 de julho de 1986) |         |  |

### Créditos
| Queen - Freddie Mercury: vocal, piano, teclados (em A Kind of Magic, Friends Will Be Friends e Princes of the Universe) - John Deacon: baixo, teclados (em One Year of Love e Pain Is So Close to Pleasure), guitarra rítmica (em Pain Is So Close to Pleasure e Don't Lose Your Head) - Roger Taylor: bateria, coro, bateria eletrônica (em One Vision), teclados (em A Kind of Magic e Don't Lose Your Head) - Brian May: guitarra solo, coros, teclados (em One Vision e Who Wants to Live Forever) Músicos adicionais - Spike Edney: teclados - Joan Armatrading: refrões (em Don't Lose Your Head) - Steve Gregory: saxofone alto (em One Year of Love) - Lynton Naiff: arranjos e condução da sessão de cordas (em One Year of Love) - National Philharmonic Orchestra: arranjos por Michael Kamen e May e condução de Kamen (em Who Wants to Live Forever) | - Mack: produtor e engenheiro (em One Vision, One Year of Love, Pain Is So Close to Pleasure, Friends Will Be Friends e Princes of the Universe) - David Richards: produtor e engenheiro de som (em A Kind of Magic, Who Wants to Live Forever, Gimme the Prize e Don't Lose Your Head) - Paul "Croydon" Cook: assistente de engenheiro de som - Kevin Metcalfe: masterização - Roger Chiasson: capa - Richard Gray: design da capa - Peter Hince: fotografia |